# Södertälje distrikt
Södertälje distrikt är ett distrikt i Södertälje kommun och Stockholms län. 
Distriktet ligger i Södertälje.

## Tidigare administrativ tillhörighet
Distriktet inrättades 2016 och utgörs av en del av området som Södertälje stad omfattade till 1971, delen som före 1946 utgjorde huvuddelen av staden samt en mindre del av Västertälje socken.
Området motsvarar den omfattning Södertälje församling hade vid årsskiftet 1999/2000 och som den fick 1973 efter utbrytning av  Västertälje församling.